# La Grande Traversée
Pour les articles homonymes, voir La Grande Traversée (homonymie).
La Grande Traversée est le vingt-deuxième album de la bande dessinée Astérix, publié en 1975, scénarisé par René Goscinny et dessiné par Albert Uderzo.
Il a été pré-publié en 1975 dans le quotidien Sud Ouest.

## Résumé
Astérix, Obélix et Idéfix vont en mer pêcher du poisson frais pour le poissonnier Ordralfabétix, qui ne dispose plus d'importations de Lutèce (ce qui entraîne l'empoisonnement des deux porteurs d'Abraracourcix, au grand dam de ce dernier), ainsi que pour le druide Panoramix, car c'est un ingrédient crucial de la potion magique.
Une tempête les éloigne des côtes de la Gaule, pendant plusieurs jours. Perdus en pleine mer, ils croisent les pirates, à qui ils dérobent le repas préparé pour l'anniversaire du capitaine. Mais la faim revient, au point qu'Obélix a des hallucinations. Ils échouent sur une terre inconnue, pensant être revenus en Armorique.
Ils y chassent et mangent une espèce inconnue d'oiseaux — qu'ils appellent des « glouglous », en réalité des dindons sauvages – ainsi qu'un ours. Alors qu'Obélix s'est éloigné, Astérix est assommé et fait prisonnier par des inconnus. Son compagnon le retrouve au milieu d'étranges individus — que les Gaulois prennent d'abord pour des Romains, mais qui sont des Indiens d'Amérique. Adoptés par ceux-ci après avoir fait démonstration de leur force surhumaine, les deux Gaulois vont à la chasse avec leurs nouveaux amis, et Obélix est même fiancé malgré lui à la fille du chef de la tribu.
Reprenant la recherche de leur village, les Gaulois s'éclipsent de nuit à bord d'une pirogue. Celle-ci ayant coulé, ils nagent vers une petite île où ils rencontrent des explorateurs vikings arrivés là par hasard, et partent à bord de leur drakkar. L'explorateur viking Kerøsen, pensant avoir découvert un nouveau monde, est ravi de ramener chez lui ce qu'il croit être des autochtones.
Les Vikings rentrent chez eux en Scandinavie, accueillis froidement par leur chef de clan Øbsen, à qui ils racontent leur périple. Sceptique, Øbsen organise tout de même un festin, auxquels participent les Gaulois. Un des esclaves des Vikings — qui s'avère être lui aussi un Gaulois captif du nom de Périférix — les identifie comme ses compatriotes. Øbsen, en colère, en conclut que Kerøsen n'a rien découvert et qu'il est simplement allé « se promener en Gaule », ce qui déclenche une bagarre entre les Vikings. Profitant de celle-ci, les Gaulois quittent la salle et s'enfuient à bord de la barque de Périférix, qui est pêcheur.
Astérix, Obélix et Idéfix rentrent enfin dans leur village, non sans avoir pêché en chemin le poisson qu'ils étaient chargés de rapporter. Un banquet est organisé pour fêter leur retour.

## Personnages principaux
- Les habitants du village gaulois, dont : 
  - Astérix, guerrier,
  - Obélix, livreur de menhir,
  - Idéfix, chien d'Obélix,
  - Cétautomatix, forgeron,
  - Agecanonix, vieillard,
  - Ordralphabétix, poissonnier,
  - Abraracourcix, chef du village,
  - Assurancetourix, barde,
  - Panoramix, druide,
- Les pirates, dont : 
  - Barbe-Rouge (non nommé), chef des pirates,
  - Triple-Patte (non nommé), pirate unijambiste disant des citations latines,
  - Baba (non nommé), vigie des pirates,
- Les Indiens, dont :
  - le chef indien,
  - la fille du chef indien,
- Les Vikings, dont :
  - Zøødvinsen, chien viking de Kerøsen,
  - Kerøsen « l'aventureux », explorateur viking,
  - Åvånsen « yeux méfiants », viking, second de Kerøsen,
  - Neuillisursen « l'intellectuel », viking,
  - Målsen « le dingue », viking,
  - Øbsen « le terrifiant », chef de clan viking,
  - Gudrun, Hållgerd, Hertrud, Vigtis : femmes vikings,
- Périférix, pêcheur gaulois capturé par les Vikings, devenu leur esclave.

## Création de l'œuvre
Albert Uderzo raconte que « dans les années 1974-75, le petit monde scientifique réuni en docte assemblée essayait d'expliquer dans les colonnes des journaux et à la télévision que ce n'était pas Christophe Colomb qui avait découvert l'Amérique mais les Vikings. Ce qui est vrai d'ailleurs. Très en prise avec l'actualité, René Goscinny et moi nous sommes dit : “Nous allons mettre tout le monde d'accord ! Ce ne sont ni Christophe Colomb ni les Vikings, mais bien Astérix et Obélix qui ont découvert par hasard cette Terra incognita” ».

## Analyse

### Allusions culturelles et éléments humoristiques
Le titre évoque la traversée de l'océan Atlantique par Astérix et Obélix, d'est en ouest, depuis l'Armorique jusqu'aux côtes nord-américaines (peut-être la baie de New York), exploit invraisemblable à leur époque sur une barque de pêche, et leur retour en Gaule, via la Scandinavie.
L'album est rempli de références nord-américaines d'une part, et de références vikings et danoises d'autre part.
Les Romains en sont quasiment absents (ils n'apparaissent que dans deux cases en planche 4).

#### Amérique

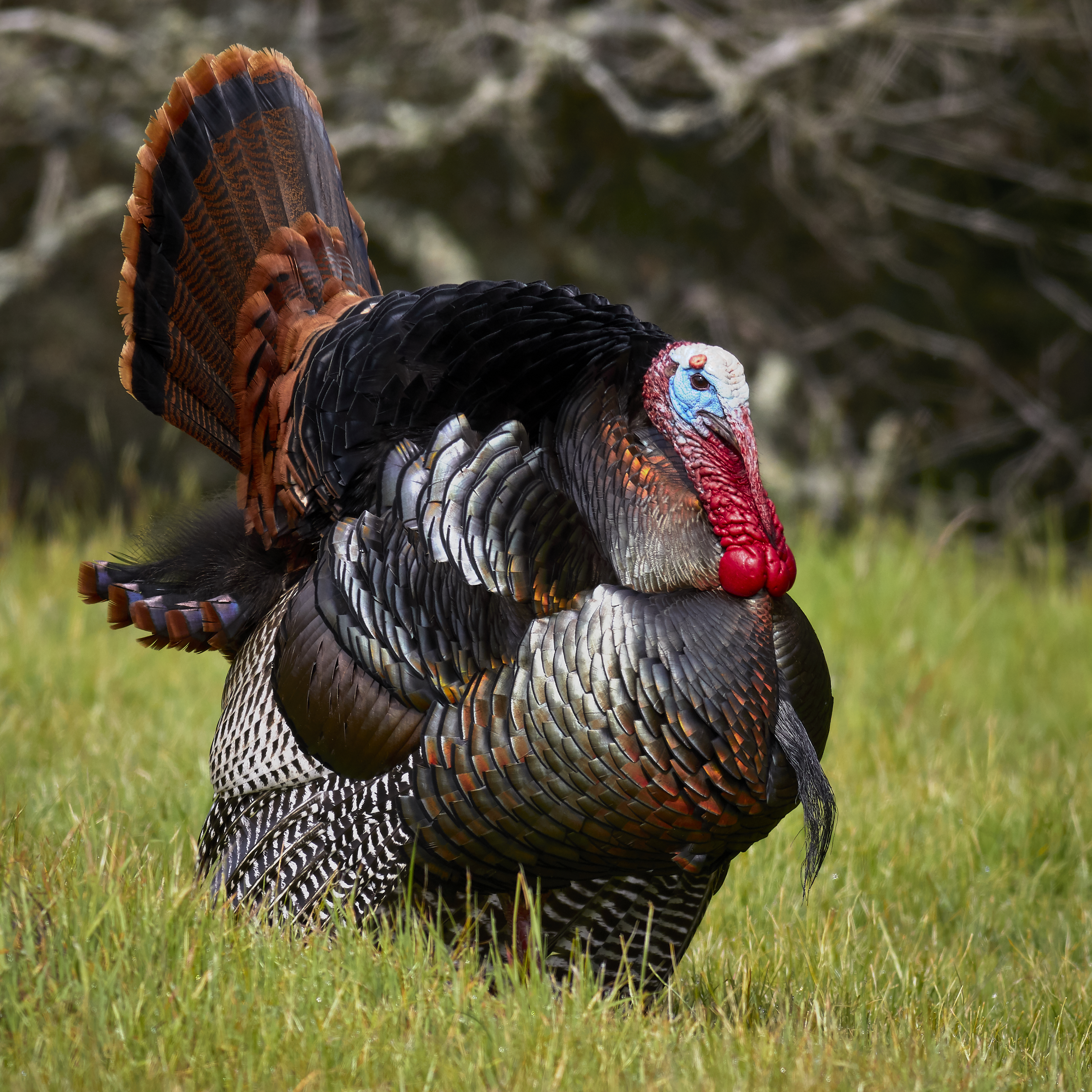
Dindon sauvage.

Arrivés sur le continent américain, Astérix et Obélix découvrent les dindons, qu'ils appellent « glouglous ». Lorsqu'ils en mangent quelques-uns, ils remarquent qu'ils sont meilleurs farcis. C'est une référence à la fête nord-américaine de Thanksgiving, très populaire, dont la dinde farcie constitue le plat emblématique.
Face aux Indiens, Astérix et Obélix ne comprennent pas qu'ils viennent de rencontrer un peuple inconnu : pour eux, il s'agit d'abord de Romains, puis ils croient que ce sont des Numides, des Grecs, des Crétois, des Thraces, et des Ibères. Quand Obélix pense comprendre que les Indiens sont des Ibères, il se cambre en criant « Olé ! », posture et cri qu'il a appris dans l'album Astérix en Hispanie.
Astérix prend la pose de la statue de la Liberté ou La Liberté éclairant le monde d'Auguste Bartholdi (planche 31), pour attirer l'attention d'un bateau viking aperçu au loin, après qu'Obélix et lui ont rejoint une petite île, peut-être la future Liberty Island.
Le premier Indien assommé à plusieurs reprises par Obélix voit des étoiles assez curieuses :
- la première fois (planche 18), il tombe d'un arbre secoué par Obélix et des insignes de colonel de l'US Air Force (des aigles tenant des flèches entre leurs serres) tournent au-dessus de sa tête ;
- la deuxième fois (planche 19), il voit cinquante étoiles blanches alignées sur fond bleu : celles-ci figurent sur le drapeau des États-Unis et représentent les cinquante États américains ;
- la troisième fois (planche 21), ce sont trois cocardes de l'US Air Force qui lui apparaissent.

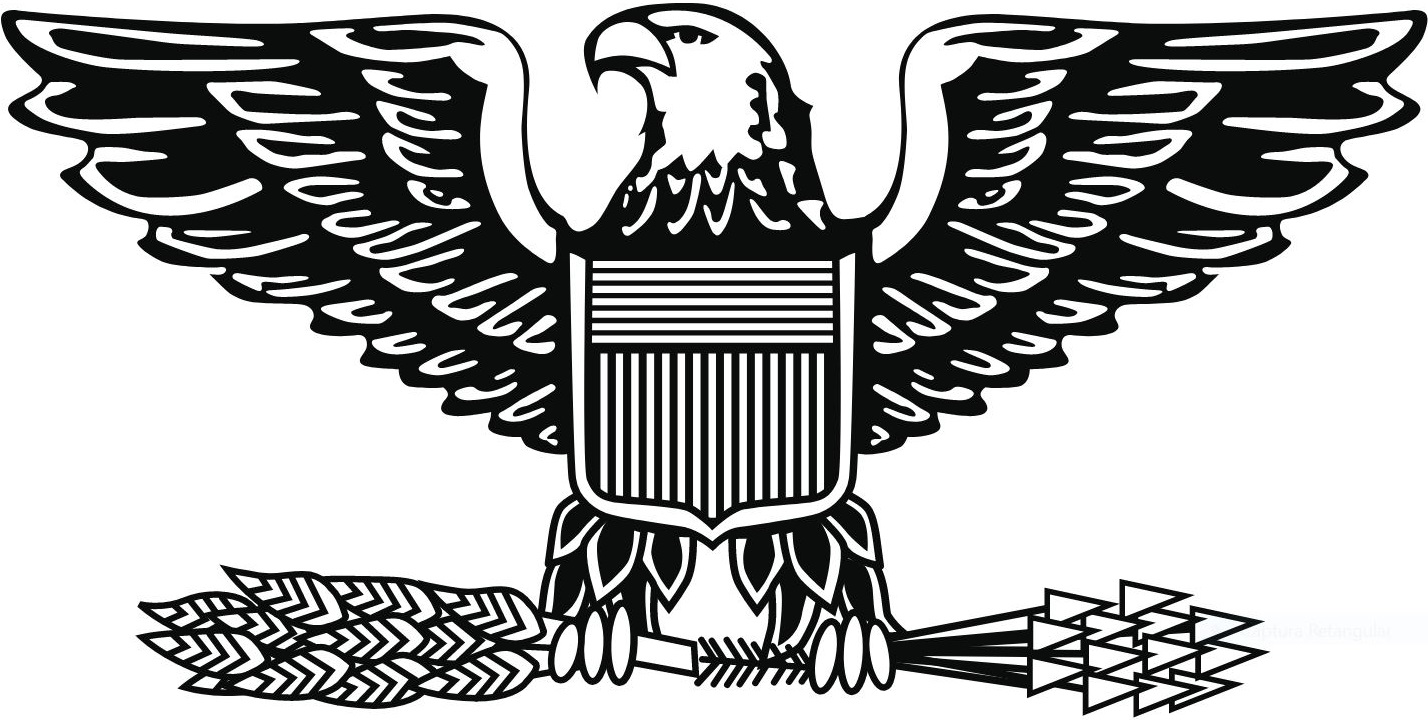
Insigne de colonel de l'US Air Force, l'US Army et du Marine Corps
Drapeau des États-Unis
Cocarde de l'US Air Force

#### Vikings
L'album évoque la colonisation viking des Amériques qui se déroulera au Moyen Âge, correspondant à un ensemble d'expéditions, dont l'une des plus célèbres sera celle d'Erik le Rouge. Ici, l'explorateur Kerøsen et ses Vikings constituent un avant-goût de cette découverte, débarquant sur une terre inconnue par hasard.
Les Vikings de l'album sont des Danois, comme en témoigne leur langue orthographiée avec des « ø » et des « å », lettres spécifiques de la langue danoise. Astérix essaie de parler en danois avec les Vikings, mais comme il met les diacritiques / (barre oblique) et ° (rond en chef) sur les mauvaises lettres (« ꝟoůs pꞧen̊dre no̊uꞩ daꞥs̊ votr̊e batɇⱥʉ ? »), il n'arrive pas à se faire comprendre. Seuls les chiens Idéfix et Zøødvinsen semblent se comprendre (« – Ouah ! – Øuåh ! »), ce qui les fait rire.

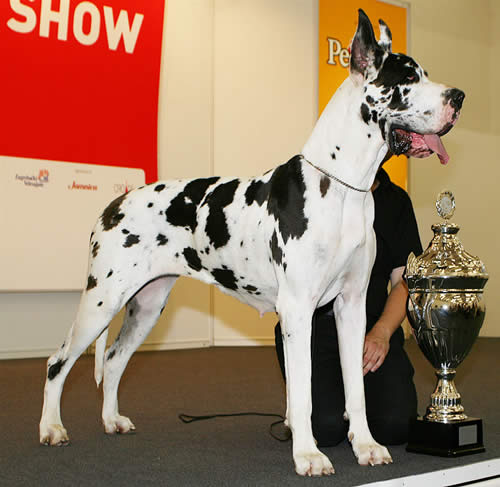
Un dogue danois harlequin, comme Zøødvinsen dans l'album.

Le chien Zøødvinsen peut être un dogue danois harlequin. Malgré sa taille imposante, il s'agit d'un chiot, comme le dit Kerøsen (« låisse-le ; ce n'est qu'un chiøt åprès tøut ! ») (planche 29 case 7).
Les noms des Vikings se terminent en -sen (Kerøsen, Åvånsen, Neuillisursen, Målsen, Øbsen, Zøødvinsen), imitant les noms scandinaves (tels que Jensen, Nielsen, Hansen, Pedersen, Andersen, etc.) : -sen signifie « fils de ». Les femmes vikings citées (Gudrun, Hållgerd, Hertrud, Vigtis) portent des vrais prénoms contemporains.
Lorsqu'il pose le pied sur le sol américain pour la première fois, Kerøsen déclare : « Un petit pås pøur møi, un grånd bønd pøur l'humånité ! », clin d'œil à la phrase de Neil Armstrong posant le pied sur la Lune : « That's one small step for [a] man, one giant leap for mankind » (en français : « C'est un petit pas pour [un] homme, [mais] un bond de géant pour l'humanité »).
En arrivant dans leur pays, Kerøsen dit à Åvånsen : « Bien sûr que c'est Øbsen ! Tu crøyais que c'étåit une petite sirène ? », en référence à La Petite Sirène, statue de Copenhague inspirée du conte d'Andersen.
L'album contient deux références à la pièce Hamlet de William Shakespeare :
- dans la première case de la planche 41, le chef viking Øbsen dit, en regardant un crâne (autre référence à l'esthétique de la pièce) « il y å quelque chøse de pøurri dåns møn røyåume », en référence à la réplique « il y a quelque chose de pourri au royaume du Danemark » ;
- dans la planche 43, Kerøsen, après s'être demandé s'il est ou non un découvreur, reprend la tirade d'Hamlet « être ou ne pas être, telle est la question ».

### Chansons
- Vikings, Vikings, Vikings ! Nøus sømmes lå terreur de lå mer !, chanté par les Vikings.
- Il était une petite galère… Qui n'avait ja ja jamais navigué… Ohé Ohééééé !, chanté par Astérix et Obélix, parodiant la chanson Il était un petit navire.

### Locutions latines
- Ira furor brevis est (La colère est une courte folie) : phrase prononcée par un centurion romain.
- Donec eris felix, multos numerabis amicos (Tant que vous serez heureux, vous aurez beaucoup d'amis) : phrase prononcée par le pirate Triple-Patte.

## Tirage
Le tirage original est de 1 350 000 exemplaires.

## Adaptations
L'album est partiellement adapté deux fois en film d'animation, chaque film reprenant une partie de l'album :
- Astérix et les Indiens, sorti en 1994, reprend la partie en mer et en Amérique ;
- Astérix et les Vikings, sorti en 2006, reprend librement la partie chez les Vikings, bien que les Vikings du film soient en réalité les Normands d'Astérix et les Normands.